# Rosthuvad snårskvätta
Rosthuvad snårskvätta (Cossypha natalensis) är en fågel i familjen flugsnappare inom ordningen tättingar.

## Utseende och läte
Rosthuvad snårskvätta är en medelstor, trastliknande tätting med mycket färgglad fjäderdräkt. Hela undersidan, strupen och ansiktet är lysande rostorange i kontrast till det utstickande mörka ögat. Rygg och vingar är stålblå. Stjärten är mörk centralt med rostfärgade yttre stjärtpennor. Det darrande och sorgesamma kontaktlätet återges i engelsk litteratur som ett "creee-craww". Även andra typiskt flöjtande läten kan höras, liksom härmningar från andra arter.

## Utbredning och systematik
Rosthuvad snårskvätta är vida spridd i Afrika söder om Sahara. Den delas in i tre underarter med följande utbredning:
- Cossypha natalensis larischi – förekommer från Nigeria till norra Angola
- Cossypha natalensis intensa – förekommer från sydöstra Centralafrikanska republiken, Sydsudan, sydvästra Etiopien och södra Somalia till östra Angola, nordöstra Sydafrika och Moçambique
- Cossypha natalensis natalensis – förekommer i östra Sydafrika (Östra Kapprovinsen till KwaZulu-Natal)

### Familjetillhörighet
Snårskvättor liksom fåglar som rödhake, näktergalar, stenskvättor, rödstjärtar och buskskvättor behandlades tidigare som en trastar (Turdidae), men genetiska studier visar att de tillhör familjen flugsnappare (Muscicapidae).

## Levnadssätt
Rosthuvad snårskvätta hittas i buskar, skogsdungar och tätt skogslandskap. Där födosöker den vanligen på marken. Den är rätt tillbakadragen och upptäcks ofta på sina läten.

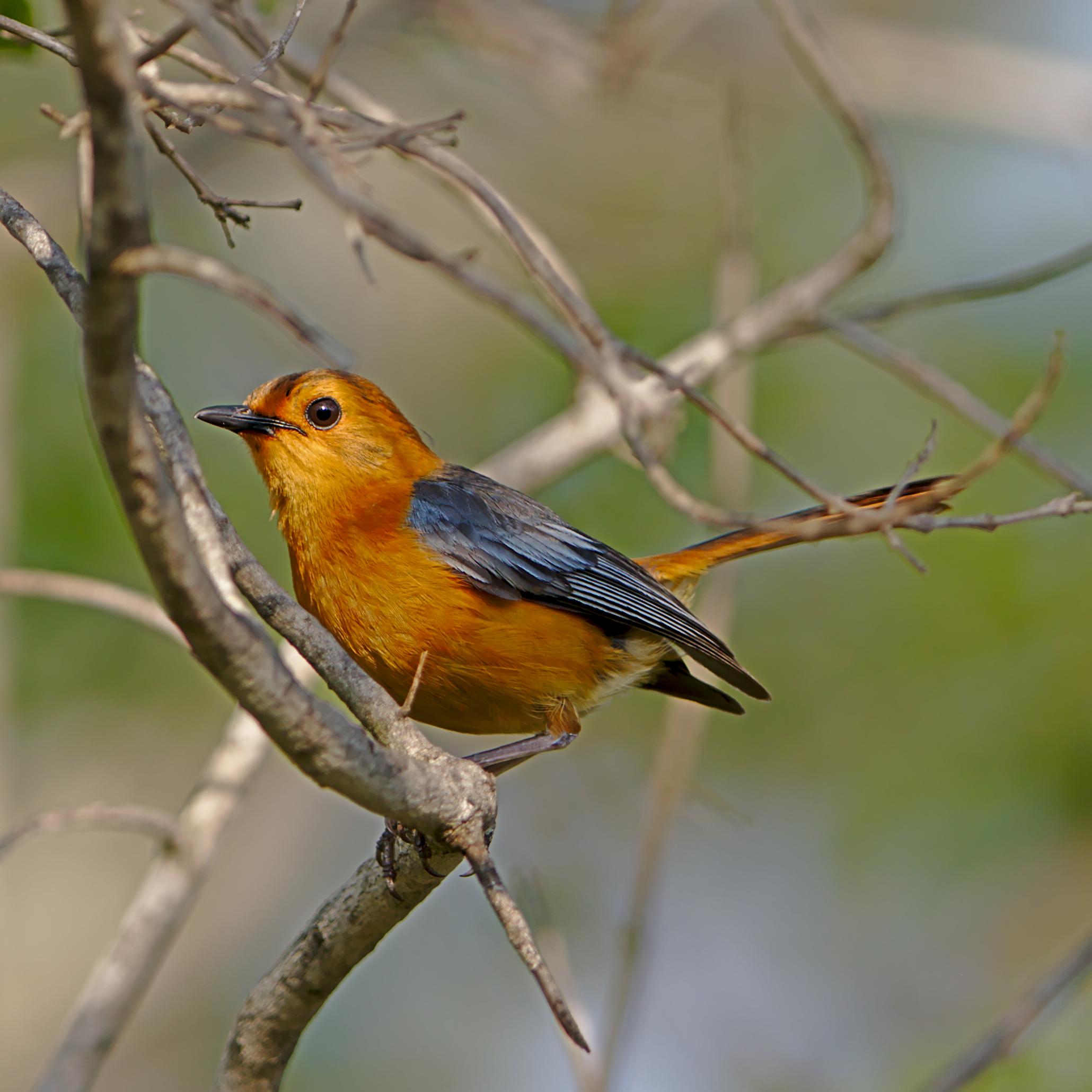

## Status och hot
Arten har ett stort utbredningsområde, men tros minska i antal, dock inte tillräckligt kraftigt för att den ska betraktas som hotad. Internationella naturvårdsunionen IUCN listar arten som livskraftig (LC).